# August De Bruyne
Augustin (August of Gust) De Bruyne (Hoboken, 20 juli 1879 - Antwerpen, 30 november 1969) was een Belgisch syndicalist en politicus voor de BWP / BSP.

## Levensloop
De Bruyne stamde uit een Hobokens arbeidersgezin. Zijn vader, Alphonse De Bruyne, baatte als bijverdienste een café uit. Augustin De Bruyne was elf toen hij leerjongen werd bij de scheepswerven Cockerill Yards te Hoboken en er ijzerdraaier werd. Op zijn vijftiende stichtte hij mee de Socialistische Jonge Wacht in Hoboken. Van toen af werd hij propagandist voor socialistische activiteiten, zowel politiek als syndicaal. Hij stichtte in Hoboken in 1900 een afdeling van de Antwerpse metaalbewerkersbond, een socialistische harmonie (Morgenrood) en een ziekenkas (Bond Moyson). De Bruyne was tevens secretaris van de Centrale der Fabriekwerkers in Hoboken en was van 1908 tot 1920 nationaal secretaris van deze vakbondscentrale.
In 1914 werd hij gemeenteraadslid en schepen van Hoboken. Hij was van 1912 tot 1919 tevens provincieraadslid voor het derde kanton van het kiesdistrict Antwerpen. Gedurende de Eerste Wereldoorlog was hij voorzitter van het Hulp- en Voedingscomité van zijn gemeente. In 1919 nam hij ontslag als raadslid en schepen vanwege zijn verhuis naar Antwerpen. Na de oorlog was hij van 1921 tot 1958 gemeenteraadslid van Antwerpen. Hij werd schepen van de stad van mei 1927 tot 3 januari 1939 en opnieuw van september 1944 tot eind 1946. In 1919 werd hij daarenboven verkozen tot socialistisch volksvertegenwoordiger voor het arrondissement Antwerpen. Hij zetelde in de Kamer tot in 1932 en nam deel aan de debatten over de invoering van de achturige werkdag, douanetarieven en de vernederlandsing van de Rijksuniversiteit Gent.
Nog voor de Eerste Wereldoorlog stichtte De Bruyne in Hoboken de verbruikerscoöperatie De Volkswil. Na de oorlog stond hij aan de basis van de Antwerpse afdeling van de Union Coopérative de Liège, in die tijd de belangrijkste coöperatieve van België die in de meeste provincies actief was. De Bruyne werd gedelegeerd bestuurder van de afdeling. Hij was daarnaast bestuurder en ondervoorzitter van de socialistische verzekeringsmaatschappij La Prévoyance Sociale en commissaris bij de Bank van de Arbeid. Voorts was hij ook nog van 1926 tot 1932 beheerder en ondervoorzitter van de Nationale Maatschappij der Belgische Spoorwegen (NMBS), van 1932 tot 1938 beheerder en voorzitter van de Intercommunale Maatschappij voor Elektriciteitsvoorziening van Antwerpen, beheerder van Onze Woning en voorzitter van de Socialistische Harmonie Vredekring.
Zijn zoon Victor De Bruyne volgde hem in zijn politieke voetsporen en schopte het tot burgemeester van Hoboken en senator.